# Sorare
Sorare est un jeu de simulation sportive dans lequel les joueurs achètent, vendent, échangent et gèrent une équipe virtuelle avec des cartes de joueur numériques. Le jeu, lancé en 2019 par Nicolas Julia et Adrien Montfort, utilise la technologie blockchain basée sur Ethereum.
Basé initialement sur le football, le jeu s'est progressivement ouvert à d'autres sports et ligues à l'international, notamment au baseball et au basket-ball. Présent dans plus de 170 pays à travers le monde, Sorare compte plus de deux millions d’utilisateurs en août 2022,.
En juillet 2022, Sorare fait l'objet en France d'une mise en garde de l'Autorité nationale des jeux qui veut s’assurer que l'activité de Sorare ne s'apparente pas à une plateforme de paris sportifs.

## Fonctionnement du jeu

Exemple de cartes Sorare saison 2024/2025 (édition Neon Christmas).

Exemple de cartes Sorare saison 2023/2024.

Exemple de cartes Sorare saison 2022/2023.

Exemple de cartes Sorare saison 2021/2022.

Les managers, composent des équipes virtuelles, composées de cinq cartes de joueurs de football (un gardien, un défenseur, un milieu de terrain, un attaquant et une carte extra pouvant occuper n’importe quel poste), qui reposent sur la technologie blockchain ethereum, et plus particulièrement les NFT. Les équipes sont ensuite classées en fonction de la performance des joueurs lors des matchs disputés dans la réalité. Chaque carte dispose d'une rareté déterminée par sa couleur : Limitée (Jaune), Rare (Rouge), Super Rare (Bleu) et Unique (Noir). Plus les cartes sont rares, plus elles valent cher. Les récompenses associées augmentent également en fonction de la rareté des cinq cartes alignée lors de la compétition.
Les scores des joueurs dépendent de leurs statistiques en match, telles que fournies par Opta, et valorisées par la matrice de score établie par Sorare. Les scores additionnés des cinq joueurs, donnent un total à l'équipe du manager.

## Technologie
Sorare fonctionne avec des NFT, sur le réseau de la blockchain d'Ethereum, pour, selon l'entreprise, sécuriser la propriété et permettre l'échange de cartes[source secondaire souhaitée]. Grâce à cette technologie, les cartes sont limitées. Elles ne peuvent pas être modifiées, dupliquées ou supprimées. Chaque carte de joueur est représentée comme un jeton non fongible (NFT) en utilisant le standard de jeton ERC-721 sur Ethereum[source secondaire souhaitée].

## Licence
Les partenariats de licence que Sorare signe avec des ligues, telles que la K League ou des clubs comme l'Atletico Madrid, autorisent Sorare à utiliser les photos officielles des joueurs, les logos de clubs ainsi que leur nom.
Sorare a annoncé son premier partenariat de licensing avec la Jupiler Pro League belge en octobre 2018.
En février 2020, Sorare a annoncé un partenariat de licensing avec la Juventus Turin afin de tokeniser Cristiano Ronaldo et toute l'équipe sur Ethereum.
Depuis juillet 2020, Sorare annonce avoir signé avec plus de 70 clubs de football à travers le monde.
En septembre 2021, Sorare officialise un accord avec la ligue de football espagnol pour un partenariat de plusieurs années. L'accord porte sur l'édition de cartes virtuelles des joueurs évoluant en Liga et en Liga 2.
Le 12 mai 2022, Sorare signe un partenariat avec la Major League Baseball pour continuer de développer d'autres sport que le soccer. Le lancement du jeu basé sur le baseball et la MLB a été fait le 19 juillet 2022.
Le 7 septembre 2022, Sorare a annoncé un partenariat avec la ligue de basket-ball américaine, la National Basketball Association (NBA) et la National Basketball Players Association (NBPA), qui représente tous les joueurs professionnels de la ligue.
Le 9 novembre 2022, le footballeur argentin Lionel Messi devient ambassadeur de la startup. Quelques mois auparavant, Sorare avait déjà conclu le même accord avec Kylian Mbappé et Zinédine  Zidane.
Le 30 janvier 2023, Sorare annonce un partenariat avec la Premier League. Ce partenariat rejoint les autres partenariats déjà en place avec les autres championnats de football européens tels que La Liga, la Serie A, la Ligue 1 et la Bundesliga.

## Financement
En mai 2019, peu de temps après le lancement de la version bêta du jeu, la société a annoncé un tour de pré-amorçage de 550 000 € avec l'entrepreneur Xavier Niel qui a également investi à travers son fonds Kima Ventures.
Sorare a annoncé une levée de 4 millions de dollars en juillet 2020 avec le champion du monde de football allemand André Schürrle, le fonds d'investissement E.ventures et le fonds d'investissement français Partech.
Le 25 février 2021, Sorare annonce une nouvelle levée de fonds de 40 millions d'euros faisant rentrer à son capital de nouveaux business angels comme le champion du monde de foot Antoine Griezmann ou encore le fondateur de Reddit, Alexis Ohanian. Le joueur international espagnol Gerard Piqué est également entré au capital de l'entreprise.
En septembre 2021, Sorare réalise une levée de fonds de 580 millions d'euros, portant sa valorisation à 4,3 milliards de dollars, et établit ainsi le record de la plus importante levée de fonds en France. La même année, Sorare enregistre environ 325 millions d'euros de chiffre d'affaires selon Les Échos.

## Écosystème

### Utilisation des cartes sur des services tiers
Sorare permet l'accès aux données liées aux cartes et managers. Plusieurs sites utilisent ces données pour proposer de l'information ou des jeux annexes à Sorare[source secondaire souhaitée].

### Sources d'information indépendantes
Sorare est un jeu qui requiert d'investir de l'argent pour acheter des cartes et ainsi pouvoir participer aux autres compétitions.

### Sorare, une plateforme de paris sportifs?
En France, l'Autorité nationale des jeux s’interroge sur le fonctionnement et la qualification juridique de Sorare et a lancé une enquête pour savoir si Sorare est un jeu de paris sportifs déguisé. Il s'agit du premier avertissement de l'ANJ qui laisse jusqu'à l'automne à Sorare le soin de prouver que son modèle économique n'est pas celui d'un site de paris sportifs.
Si Sorare n'arrive pas à prouver à l'ANJ qu’elle n'est pas une plateforme de paris sportifs, son modèle économique en France serait mis en péril par l'application de la réglementation des plateformes de paris sportifs.
En 2024, Sorare échappe encore aux sanctions de l'autorité française des jeux d'argent (ANJ), mais fait l'objet d'une enquête similaire de la part du régulateur britannique des paris et jeux d'argent. Fin septembre 2023, l'autorité anglaise homologue de l'ANJ a annoncé avoir convoqué Sorare dont le statut laisse à penser que la startup mène une activité de pari sportif, sans licence appropriée pour le Royaume-Uni. Sorare conteste cette accusation, et estime que la commission britannique a mal compris l'entreprise, en estimant - à tort selon la start-up - que les lois sur les jeux d'argent s'appliquent à son cas.